# ホンダ・N-ONE
N-ONE（エヌワン）は、本田技研工業が生産、販売するトールワゴン・セミトールワゴン型の軽自動車である。

## 初代 JG1/2型（2012年 - 2020年）

### 概要
N-ONEは2011年12月に発売したN-BOXから展開を開始した、軽自動車シリーズ「Nシリーズ」の第3弾として、2012年11月に登場。ゼストの後継車でもある。
ホンダ初の市販軽乗用車N360をモチーフに「人のためのスペースは最大に、メカニズムは最小に」の基本思想であるM・M（マン・マキシマム/メカ・ミニマム）思想を受け継ぎ、新しいベーシックカーの創造を目指して開発された。LPLは、N BOX（当時）と同様に浅木泰昭が務め、生産もこれら同様、三重県にある鈴鹿製作所が担当する。
2011年に開催された第42回東京モーターショーに、『N CONCEPT 4』として出展されたモデルの市販モデルである。
全高は1550mmを越え、N-BOXやライフなどと同じ軽トールワゴンに分類されるが、これらの車種に比べて全高が低くなっており、個性と先進性を表現したハッチバック（2ボックスセダン）風のスタイルとなっている。また、2015年にはかつての軽セミトールワゴン規格に当たる低全高モデル（LOW DOWN）が追加された。
Nシリーズの関連商品を扱う「N STORE」では、N-ONEの実物大と1/9サイズのペーパークラフトを公開している。

### メカニズム
エンジンやトランスミッションは（JF1/2型）N-BOXと同じく、S07A型エンジンとCVTを採用している。アイドリングストップシステムも搭載し、駆動方式を問わず「平成27年度燃費基準+20%」を、ターボ・FF車は「平成27年度燃費基準+10%」を、ターボ・4WD車は「平成27年度燃費基準」をそれぞれ達成している。エンジンはN-BOXと型式やスペック上の変化はないが、燃焼室周辺の冷却効率向上により点火時期を進めた他、クランク軸・カムジャーナル・サイレントチェーン背面の鏡面仕上げなどによるフリクション低減などの改良で、エンジン単体での燃費も向上させている。
また、急ブレーキ時にハザードランプを自動的に高速点滅させて後続車に注意を促すエマージェンシーストップシグナルを軽自動車としては初めて全タイプに標準装備するとともに、N-BOX同様、VSA（車両挙動安定化制御システム）とHSA（ヒルスタートアシスト機能）も全タイプに標準装備している。

### 年表

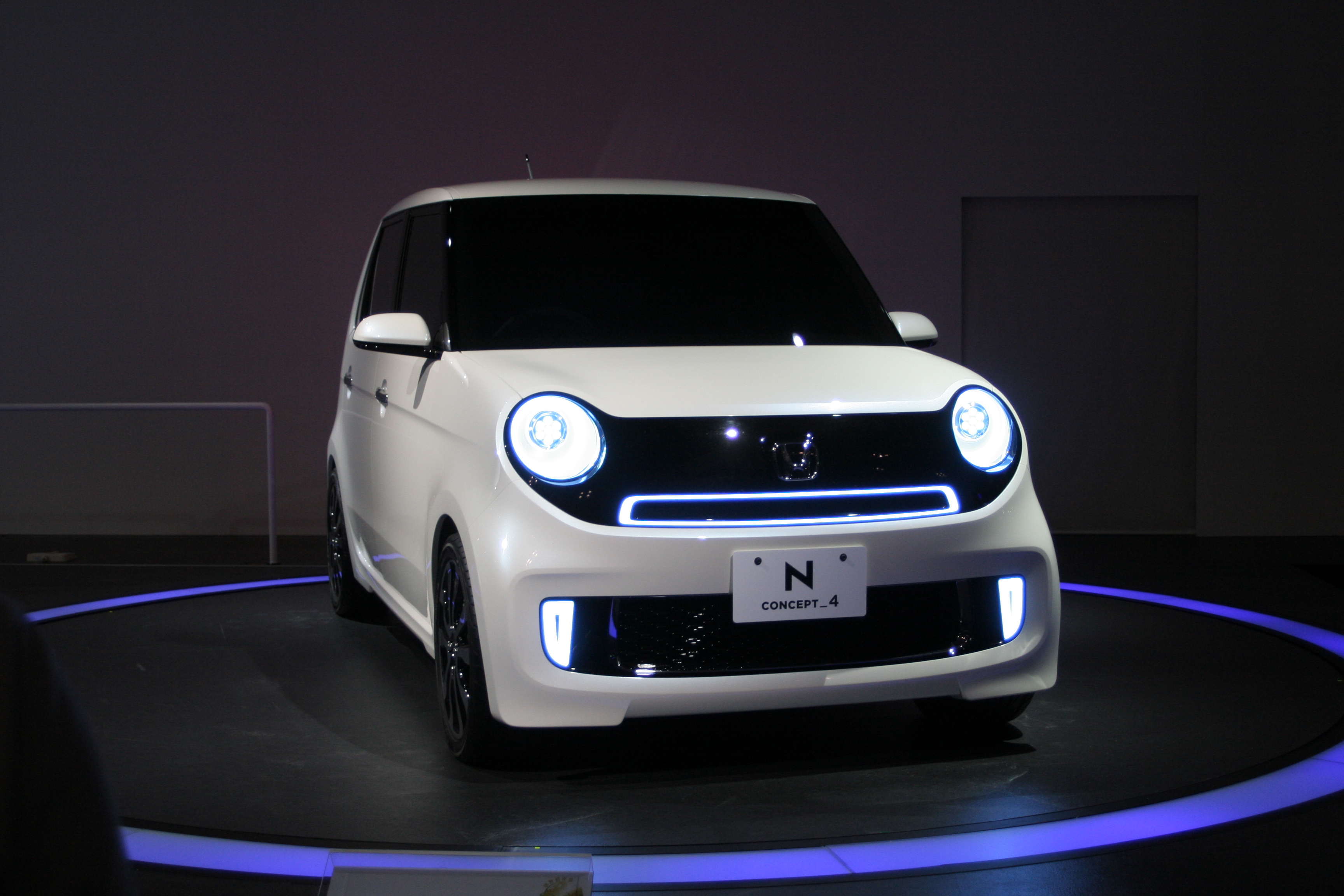
コンセプトカー『N CONCEPT 4』

2011年11月10日
同年12月に開催される第42回東京モーターショーに『N CONCEPT 4』を出展すると発表。
2012年9月21日
社長会見において、『N CONCEPT 4』をベースとした市販車名をN-ONEとして、同年11月に発売することを発表した。
2012年9月24日
公式ティーザーサイトが開設され、車両の一部の写真を公開した。
2012年10月1日
先行予約を開始。
2012年11月1日
「N-ONE」を発表。（11月2日発売）
グレード体系はスタンダード仕様の「G」と上級仕様の「Premium」の2本立てで、それぞれにNA車の標準タイプ、スーパーUVカット・フロンドドアガラスやサイドカーテンエアバッグシステムを追加装備した「Lパッケージ」、フロントベンチレーテッドディスクブレーキを装備したターボ車「Tourer」、NA車「Lパッケージ」の追加装備内容に加え、クルーズコントロールとパドルシフト（7スピードモード）を追加した「Tourer・Lパッケージ」の全8タイプが設定された。さらに、N BOX+同様に、ボディカラーとルーフカラーが異なる「2トーンカラースタイル」も全タイプに設定している。尚、この「2トーンカラースタイル」のルーフ部分は、専門の技術工員が専用ブースにて手作業で塗装をおこなう。
2013年9月17日
「2トーンカラースタイル」に新パターンを追加し、「G」系・「Tourer」系には「チェリーシェルピンク・メタリック&ホワイト」を、「Premium」系・「Premium Tourer」系には「クリスタルブラック・パール&シルバー」、「ポリッシュドメタル・メタリック&ホワイト」、「プレミアムディープロッソ・パール&ホワイト」の3種類をそれぞれ追加した。
2014年5月15日
マイナーモデルチェンジ。（5月16日発売）
Nシリーズで唯一採用されていなかったシティブレーキアクティブシステム、サイドカーテンエアバッグシステム、前席用i-サイドエアバッグシステム（容量変化タイプ）をひとまとめにして安全性能を高めた「あんしんパッケージ」を全グレードにオプション設定されたほか、フリクション低減や熱効率改善などエンジンの改良を行ったことで燃費を向上し、「Tourer・Aパッケージ」のFF車は「平成27年度燃費基準+20%」を、ターボ・4WD車は「平成27年度燃費基準+10%」をそれぞれ達成した。装備面ではプラズマクラスター技術搭載フルオート・エアコンディショナーを全車に、IRカット（遮熱）/UVカット機能付フロントウインドウガラスとIRカット（遮熱）/スーパーUVカットフロントドアガラスを「G」を除く全車にそれぞれ標準装備された。ボディカラーは大幅な入れ替えが行われ、「G」系・「Tourer」系専用色の「チェリーシェルピンク・メタリック（ホワイトと組み合わせた「2トーンカラースタイル」仕様を含む）」を廃止する替わりに、新色の「フレッシュライム・メタリック（「G」系・「Tourer」系専用色）」と「ホライゾンターコイズ・パール（「Premium」系・「Premium Tourer」専用色）」を追加したほか、黒系の「クリスタルブラック・パール」を「スマートブラック」に、銀系（「G」系・「Tourer」系専用色）の「アラバスターシルバー・メタリック」を「カトラリーシルバー・メタリック」にそれぞれ差し替え、「プレミアムディープモカ・パール（有料色）」は設定タイプを「G」系・「Tourer」系から「Premium」系・「Premium Tourer」に変更した。メーカーオプションの「2トーンカラースタイル」も入れ替えが行われ、「G」系と「Tourer」系は2種類から4種類に、「Premium」系・「Premium Tourer」は7種類から9種類に拡大した。また、インテリアパネルはボディカラー同色となった。なお、グレード体系が変更となり、「G・Lパッケージ」は「G・Aパッケージ」に、「Tourer・Lパッケージ」は「Tourer・Aパッケージ」にそれぞれ改名したほか、「Tourer」、「Premium・Lパッケージ」、「Premium Tourer・Lパッケージ」が廃止され5タイプに整理された。
2014年11月17日
特別仕様車「SS（Suzuka Special：鈴鹿スペシャル）パッケージ」を設定（11月18日発売）。
「G・Aパッケージ」・「Tourer・Aパッケージ」・「Premium」・「Premium Tourer」の4タイプをベースに、共通装備でリアワイドカメラ、照明付オーディオリモートコントロールスイッチ、リア2スピーカー、マイクロアンテナ（ワンセグTV対応）の4点をひとまとめにした「ナビ装着スペシャルパッケージ」、オートリトラミラー、運転席&助手席シートヒーター（「G・SSパッケージ」と「Tourer・SSパッケージ」のFF車を除く）を特別装備。さらに、「G・SSパッケージ」と「Tourer・SSパッケージ」にはブラックインテリアを、「Premium・SSパッケージ」と「Premium Tourer・SSパッケージ」には通常、4WD車のみに装備されている親水/ヒーテッドドアミラー+フロントドア撥水ガラスをFF車にも装備した。なお、対外的な発表は無かったが、同時に仕様変更が行われ、2トーンカラーのルーフ色のうち、「クリスタルブラック・パール」を「スマートブラック」に変更している。
2015年2月
仕様変更。ボディカラーの一部変更が行われ、「G」系・「Tourer・Aパッケージ」専用色の「フレッシュライム・メタリック」、「Premium」・「Premium Tourer」専用色の「ホライゾンターコイズ・パール」を廃止し、メーカーオプションの「2トーンカラースタイル」も前述の2色をベースにした2種類を廃止し、既存色は名称を変更した。
2015年5月
同月までの累計販売台数が17万2110台に達する。
2015年7月17日
マイナーモデルチェンジ。
全タイプでフロントグリルとフロントバンパーにメッキモールを追加したほか、「Premium」・「Premium Tourer」にはドアサッシュモールを追加し、プライムスムースとジャージのコンビシートを採用。また、ルーフ形状を変更し、新デザインのスポイラーの採用とアンテナ位置の変更、更にローダウンサスペンションを採用したことで全高を65 mm下げ、ホンダの軽自動車（4人乗り）としては1998年のトゥデイ生産終了以来の、多くの立体駐車場への入庫に対応した低全高タイプ「G・LOWDOWN」、「Premium Tourer・LOWDOWN」を追加。ボディカラーも入れ替えが行われ、「Premium」・「Premium Tourer」専用色の「プレミアムディープモカ・パール（有料色）」を廃止する替わりに、新色の「ブリリアントスポーティブルー・メタリック（「Premium」・「Premium Tourer」専用色）」、「ブリティッシュグリーン・パール（「Premium」・「Premium Tourer」専用色）」、「プレミアムピンク・パール（「G」系・「Tourer」専用、有料色）」を追加したほか、白系の「プレミアムホワイト・パール」を「プレミアムホワイト・パールII」に差し替え、従来からの「G」系・「Tourer」に加え、「Premium」・「Premium Tourer」でも設定できるようになった。「2トーンカラースタイル」はラインナップを整理し、「G」系と「Tourer」は新色の「プレミアムピンク・パール&ホワイト」を追加。「Premium」・「Premium Tourer」は新色2色を含む7色に集約し、「ポリッシュドメタル・メタリック&ブラック」は「Premium Tourer・LOWDOWN」専用色に移行した（なお、「G・LOWDOWN」と「Premium Tourer・LOWDOWN」は2トーンカラースタイルのみの設定となる）。また、「G・Aパッケージ」は「G・Lパッケージ」に、「Tourer・Aパッケージ」は「Tourer」にそれぞれ名称変更し、約1年2ヶ月ぶりにタイプ名を復活した。併せて、N-BOXから展開を開始したコンプリートカー「Modulo X（モデューロ エックス）」も追加。専用エアロバンパー、フロントグリル、サイドシルガーニッシュなどのエクステリアパーツに加え、高剛性バンパービーム、専用デザインマフラー、サスペンション、ブレーキパッド、アルミホイールなどを装備。さらに、EPSやCVTのSレンジを専用セッティングに変更した。
2015年12月17日
新タイプと特別仕様車を設定。（12月18日発売）
「特別仕様車「SSブラウンスタイルパッケージ」は、「G・Lパッケージ」をベースに、外観は、ブラウン2トーンカラースタイル（ルーフ/ドアミラー）、ブラウン塗装のフロントグリル・ドアサイドモール・リアライセンスガーニッシュ、ブラウンサイドストライプ、14インチスチールホイール+カラードディッシュホイールを、内装は、ブラウンシート＆専用インテリア、ホワイトウッド調インテリアパネル（インパネ、ドアパネル(フロント/リア)）を特別装備。また、2WD車には、4WD車に標準装備されている運転席&助手席シートヒーターと親水/ヒーテッドドアミラー+フロントドア撥水ガラスも特別装備している。併せて、低全高モデルの新タイプとして、「G・LOWDOWN Basic」を追加した。既存の「G・LOWDOWN」から運転席ハイトアジャスター、ナビ装着用スペシャルパッケージ+ETC車載器（ナビゲーション連動）、ステアリングホイールのシルバー塗装ガーニッシュ、クロームメッキ加飾、フロントドアガーニッシュ、オートリトラミラー、ハーフシェイド・フロントウインドウ、クロームメッキ・アウタードアハンドルを省き、プロジェクタータイプヘッドライトをハロゲンに、フロントウインドウガラスをUVカット機能付に、フロントドアガラスを高熱線吸収/UVカット機能付に、ホイールをスチールホイール+フルホイールキャップにそれぞれグレードダウンすることで価格を抑えたベーシック仕様となる。また「G・LOWDOWN」と「Premium Tourer・LOWDOWN」は既存の「2トーンカラースタイル」に加え、モノトーンのボディカラーを追加設定した。（タイプによりバリエーションが異なり「G・LOWDOWN Basic」・「G・LOWDOWN」は5色(このうち、有料色の「プレミアムディープモカ・パール」は「G・LOWDOWN」系専用色）、「Premium Tourer・LOWDOWN」は4色）
2016年6月9日
特別仕様車「SSアーバンブラックパッケージ」と「SSブラウンスタイルパッケージ」を設定（6月10日発売）。
「SSアーバンブラックパッケージ」は、「Premium Tourer・LOWDOWN」をベースに、ブラックコンビシート&専用インテリアとオレンジ・ブルー・イエローから選択可能なアクセントカラーを採用し、オールブラックの15インチアルミホイールとホワイトイルミネーション（ドリンクホルダー、センターロアボックス、フット）を特別装備する。同時に、上級グレード「Premium」をベースとした「Premium・SSブラウンスタイルパッケージ」を追加した。同タイプでは既発売の「G・SSブラウンスタイルパッケージ」と一部特別装備の内容が異なり、ブラウンコーディネートをリアバンパーモールとテールゲートスポイラーにも採用し、インテリアパネルはナチュラルウッド調を採用。さらに、専用装備として14インチアルミホイール（ピューターグレー塗装）、ホワイトイルミネーション（ドリンクホルダー、センターロアボックス、フット）、クルーズコントロール、専用カラードスマートキー（2個付）が追加される。なお、既存グレードはボディカラーの入れ替えが行われ、「スマートブラック」に替わり「クリスタルブラック・パール」が設定された。
2016年11月10日
特別仕様車「SSネオクラシックレーサーパッケージ」を設定。（11月11日発売）
N360の発売50周年を記念して設定されるもので、低全高モデル「Premium Tourer・LOWDOWN」をベースに、ボンネットストライプ塗装やチェッカーデカール（ドアサイドモール/リアバンパーモール/ルーフサイド/テールゲートスポイラー）を施し、モール付フロントグリル/フロントバンパー、アウタードアハンドル、ドアサイドモール、リアバンパーモール、リアライセンスガーニッシュ、N-ONEエンブレム、15インチアルミホイールをブラックで統一。内装にはタンレザーをイメージしたタンカラーコンビシートを採用した。さらに、あんしんパッケージと専用カラードスマートキー（2個付）を標準装備し、FF車は4WD車に標準装備されている運転席&助手席シートヒーターも標準装備した。なお、本仕様車は2017年10月31日受注分までの期間限定販売となる。併せて、「Modulo X」を一部改良。ボディカラーは2トーン仕様の新色3色を追加したほか、コンビシートを専用プライムスムース&ジャージから専用プライムスムース&トリコットに、専用エアコンアウトレットダブルリングをクロームメッキからレッドメタリック×クロームメッキにそれぞれ変更した。
2017年3月
仕様変更。発売当初から設定されていた「イノセントブルーメタリック」及び「Premium」系専用色の「プレミアムブルームーン・パール」と「プレミアムディープロッソ・パール」を廃止。なお、「SSネオクラシックレーサーパッケージ」は「プレミアムブルームーン・パール」、「プレミアムディープロッソ・パール」、「ブリティッシュグリーン・パール」の3色の設定だったが、廃止に伴い「ブリティッシュグリーン・パール」のみの設定となった。
2017年7月
仕様変更。発売当初から設定されていた「プレミアムディープモカ・パール」が廃止された。
2017年11月9日
3度目のマイナーモデルチェンジに先駆け、ホームページ上に関連情報を公開したことを発表。
2017年12月21日
マイナーモデルチェンジ。（12月22日発売）
タイプ体系が刷新され、既存の「Premium」系はローダウン仕様の「Premium Tourer LOWDOWN」が廃止されて「Premium」と「Premium Tourer」に集約、「G」系と「Tourer」は統合されて「Standard」系となり、「G」は「Standard」、「G・LOWDOWN Basic」は「Standard・LOWDOWN」、「G・Lパッケージ」は「Standard・L」、「G・LOWDOWN」は「Standard・LOWDOWN L」、「Tourer」は「Standard Tourer」にそれぞれ改名。さらに、新タイプとして、フロントマスクとルーフをこげ茶色とし、ドア裾のクロームメッキ加飾が施された外観とブラウン内装を採用した「Select」系2タイプ（「Select」・「Select Tourer」）とスポーティーモデルの「RS」が追加されて全10タイプとなった。
装備面では、フロントウインドウガラスに遮音機能が追加されたほか、「Standard」と「Standard・LOWDOWN」を除く全タイプには「360°スーパーUV・IRパッケージ」と急速充電対応タイプの充電用USBジャック2個も装備された。
ボディカラーは「Standard」系・「Premium」系専用のモノトーンカラーは「プレミアムホワイト・パールII（有料色）」から「プラチナホワイト・パール（有料色）」に差し替えたほか、「Standard」系は「プレミアムアイボリー・パール（有料色）」、「アッシュグリーン・メタリック」、「サーフブルー」の3色を、「Premium」系は「プレミアムアガットブラウン・パール（有料色）」と「ミッドナイトブルービーム・メタリック（有料色）」がそれぞれ追加した。2トーンカラーはホワイトとの組み合わせとなる「Standard」系は前述の新色3色と「クリスタルブラック・パール」が、ブラックまたはシルバーの組み合わせとなる「Premium」系は前述の新色2色（シルバーとの組み合わせ）と「シャイニンググレー・メタリック&ブラック」がそれぞれ追加されて各タイプ7色ずつに拡大。「Select」系と「RS」は2トーンカラーのみの設定で、「Select」系はブラウンとの組み合わせで5色、「RS」はレッドまたはブラックとの組み合わせで6色がそれぞれ設定される。なお、「RS」はブラックとの組み合わせで2トーンカラー専用の新色「サンセットオレンジII」が設定されているほか、「Premium」系からの移行により「ブリリアントスポーティブルー・メタリック」も設定される。
2018年10月
仕様変更。（公式発表なし）
「Standard Tourer」に、従来までメーカーオプション設定としていた「あんしんパッケージ」を標準装備化した。また、ボディカラーの設定を変更。「Standard」系では、「プレミアムピンク・パール」、「プレミアムピンク・パール&ホワイト」、「プレミアムアイボリー・パール」、「プレミアムアイボリー・パール&ブラウン」に替わり、新色「ピーチブロッサム・パール」、「ピーチブロッサム・パール&ホワイト」、「プレミアムアイボリー・パールII」、「プレミアムアイボリー・パールII&ブラウン」を追加。「Select」系は、「プレミアムピンク・パール&ブラウン」、「プレミアムアイボリー・パール&ブラウン」をそれぞれ「ピーチブロッサム・パール&ブラウン」、「プレミアムアイボリー・パールII&ブラウン」に変更。「Premium」系は「プレミアムアガットブラウン・パール」、「シャイニンググレー・メタリック&ブラック」「プレミアムアガットブラウン・パール&シルバー」の3パターンを廃止。「RS」では「クリスタルブラック・パール&レッド」が廃止となった。
2018年11月1日
特別仕様車「Standard・L WHITE CLASSY STYLE（ホワイトクラッシースタイル）」を設定。（11月2日発売）
「Standard・L」をベースに、外観はフロントグリル、アウタードアハンドル、ドアサイドモール、ドアミラー、リアライセンスガーニッシュをホワイトパールで統一するとともに、カラードフロントピラーとホワイトのフルホイールキャップを装備。内装はアイボリーシートを採用するとともに、インテリアセンターパネルとメーターリングをホワイトアイボリーに変更した。装備面では「あんしんパッケージ」が特別装備され、2WD車は4WD車に標準装備されている運転席&助手席シートヒーターも特別装備された。ボディカラーは「プレミアムアイボリー・パールII（有料色）」、「ピーチブロッサム・パール（有料色）」、「サーフブルー」の3色が設定される。
2020年3月
初代モデルの生産を終了。以降は在庫販売のみとなる。
2020年4月
初代モデルの販売終了。

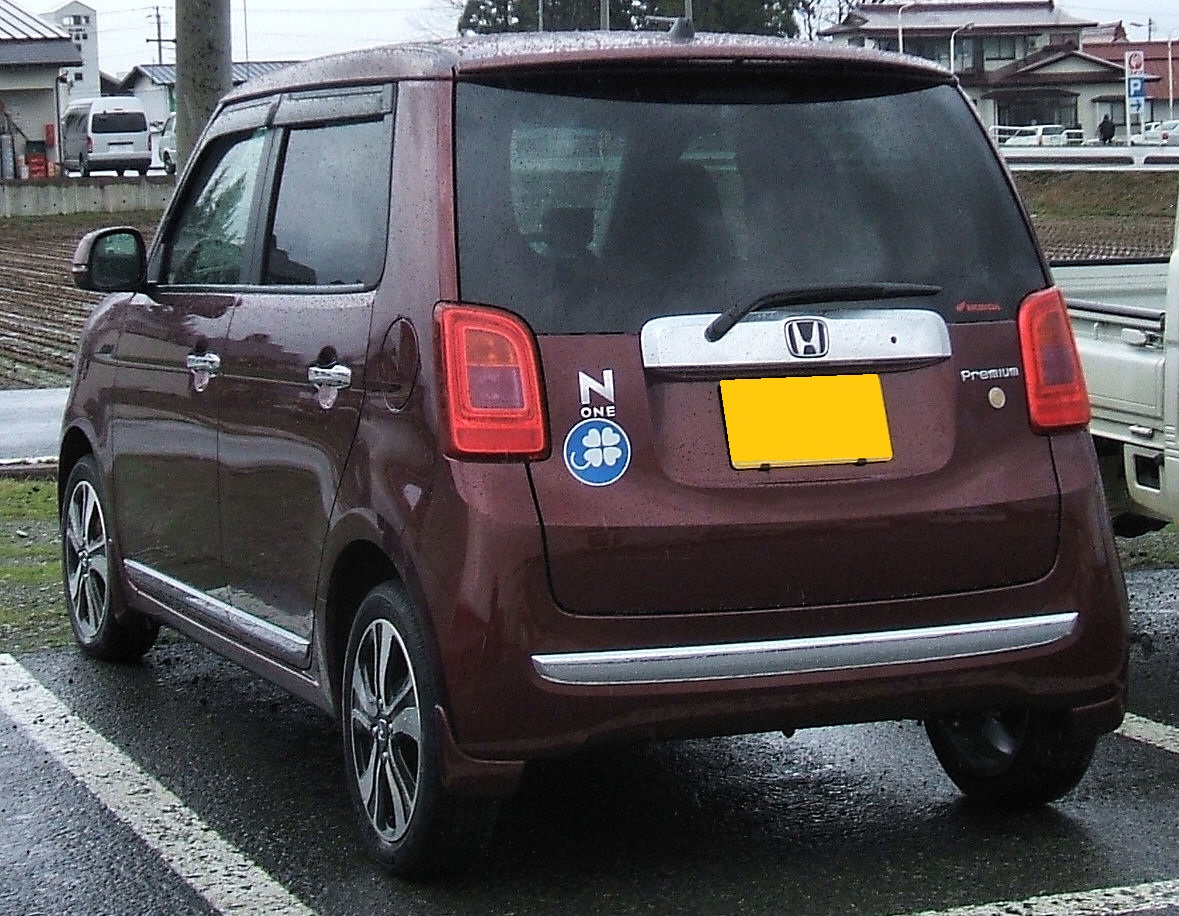
2012年11月販売型 Premium Tourer・Lパッケージ（ターボ車） リヤ
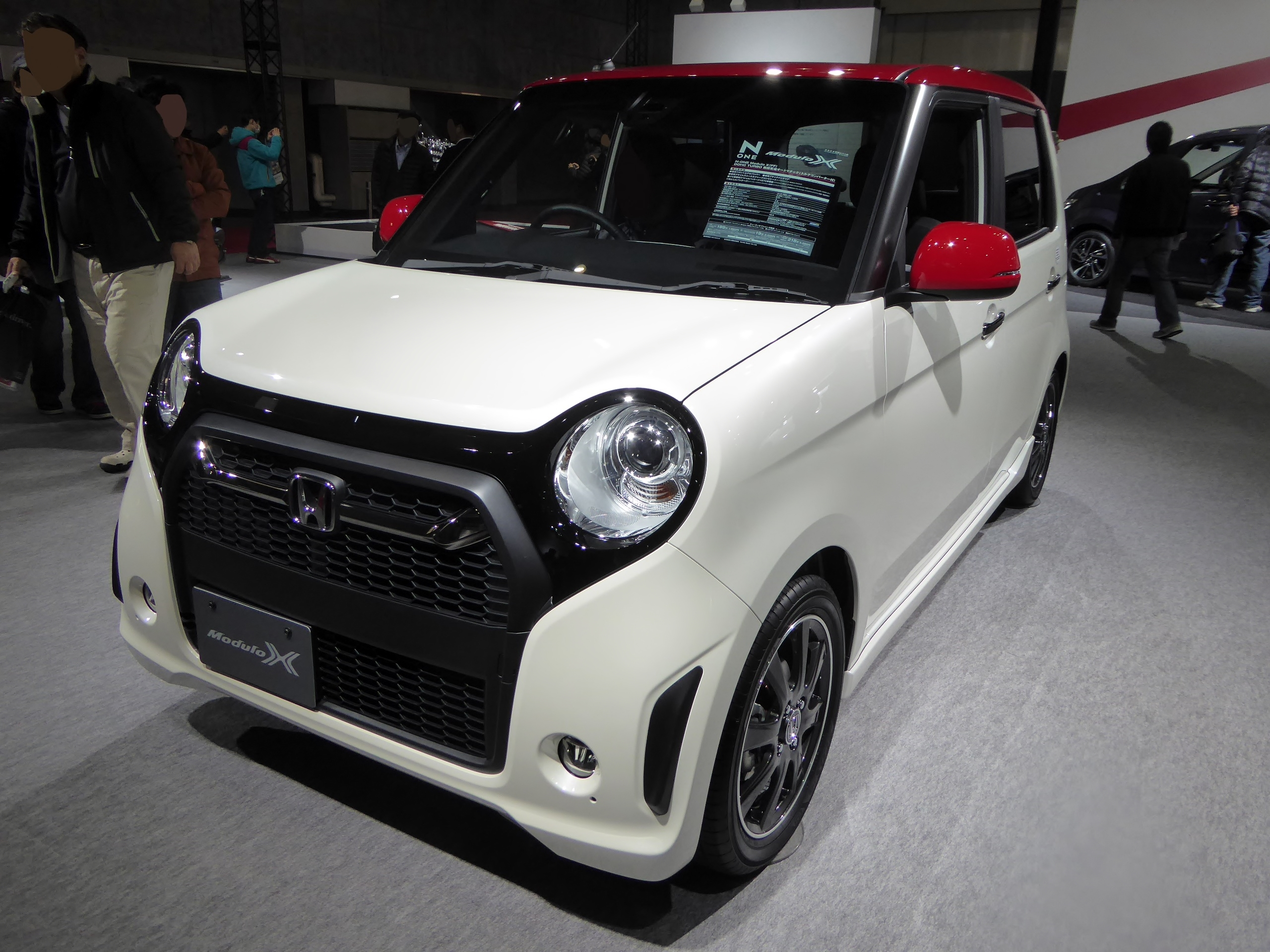
2015年7月改良型 Modulo X
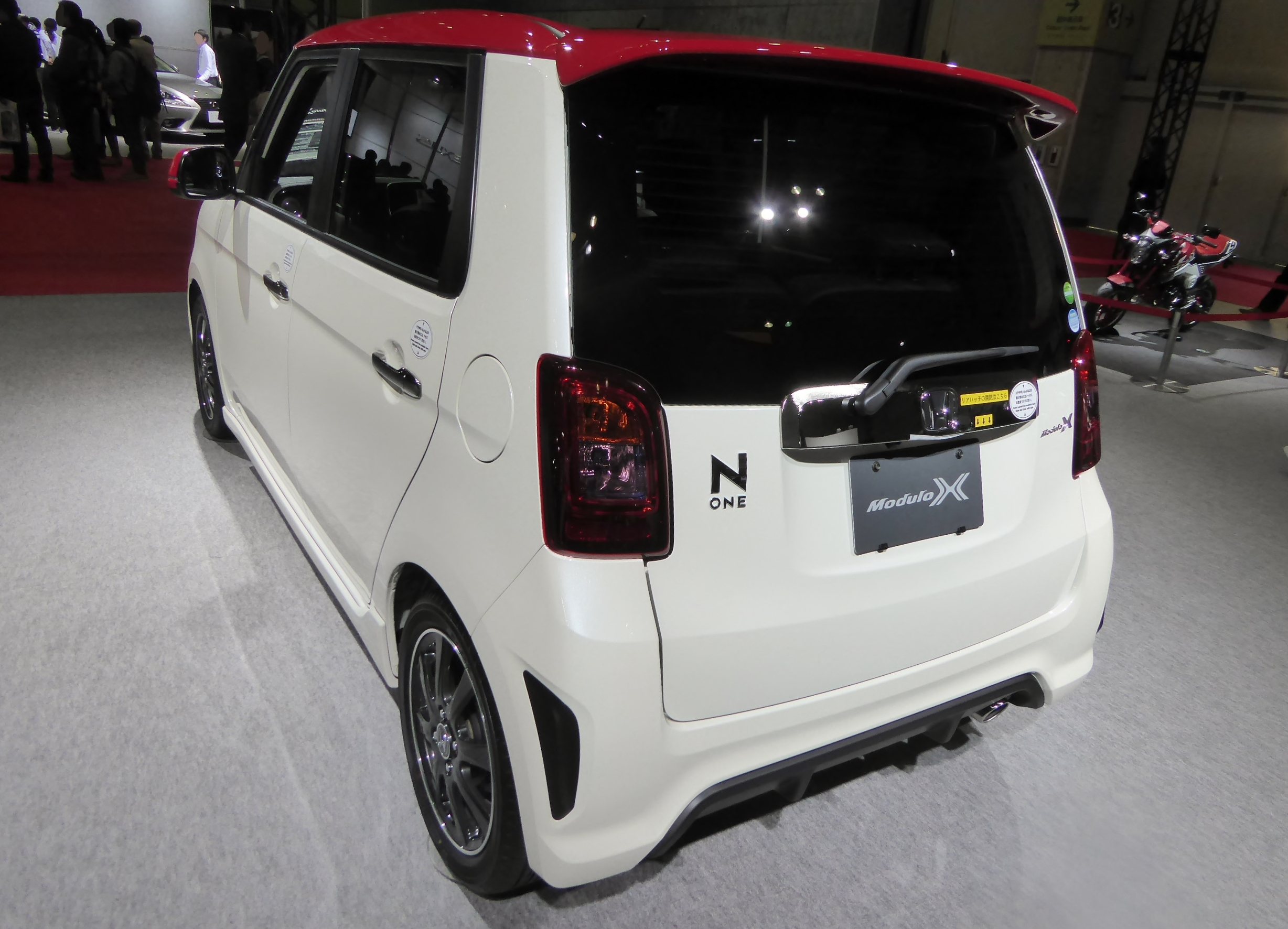
2015年7月改良型 Modulo X リヤ
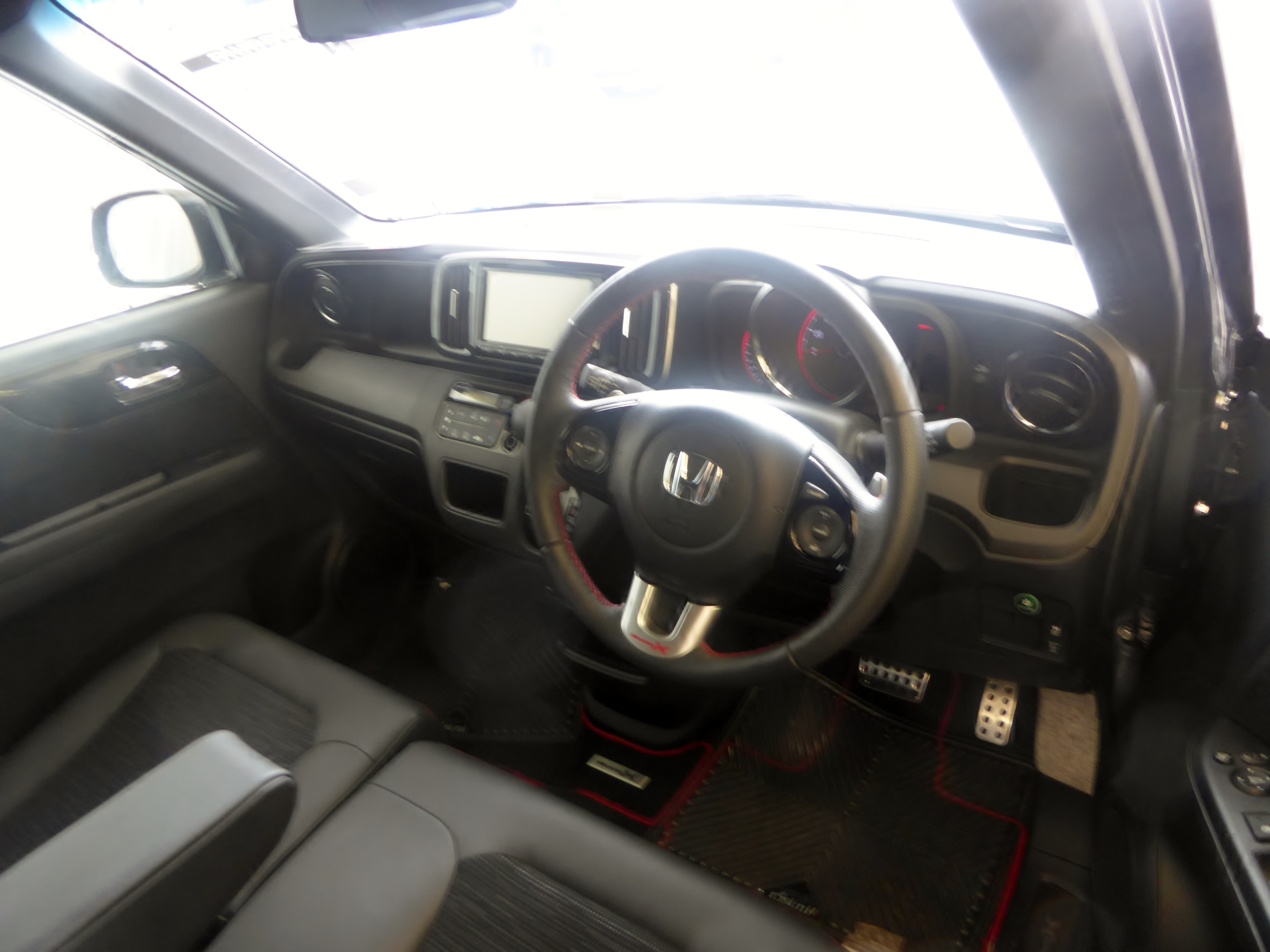
2015年7月改良型 Modulo X インテリア
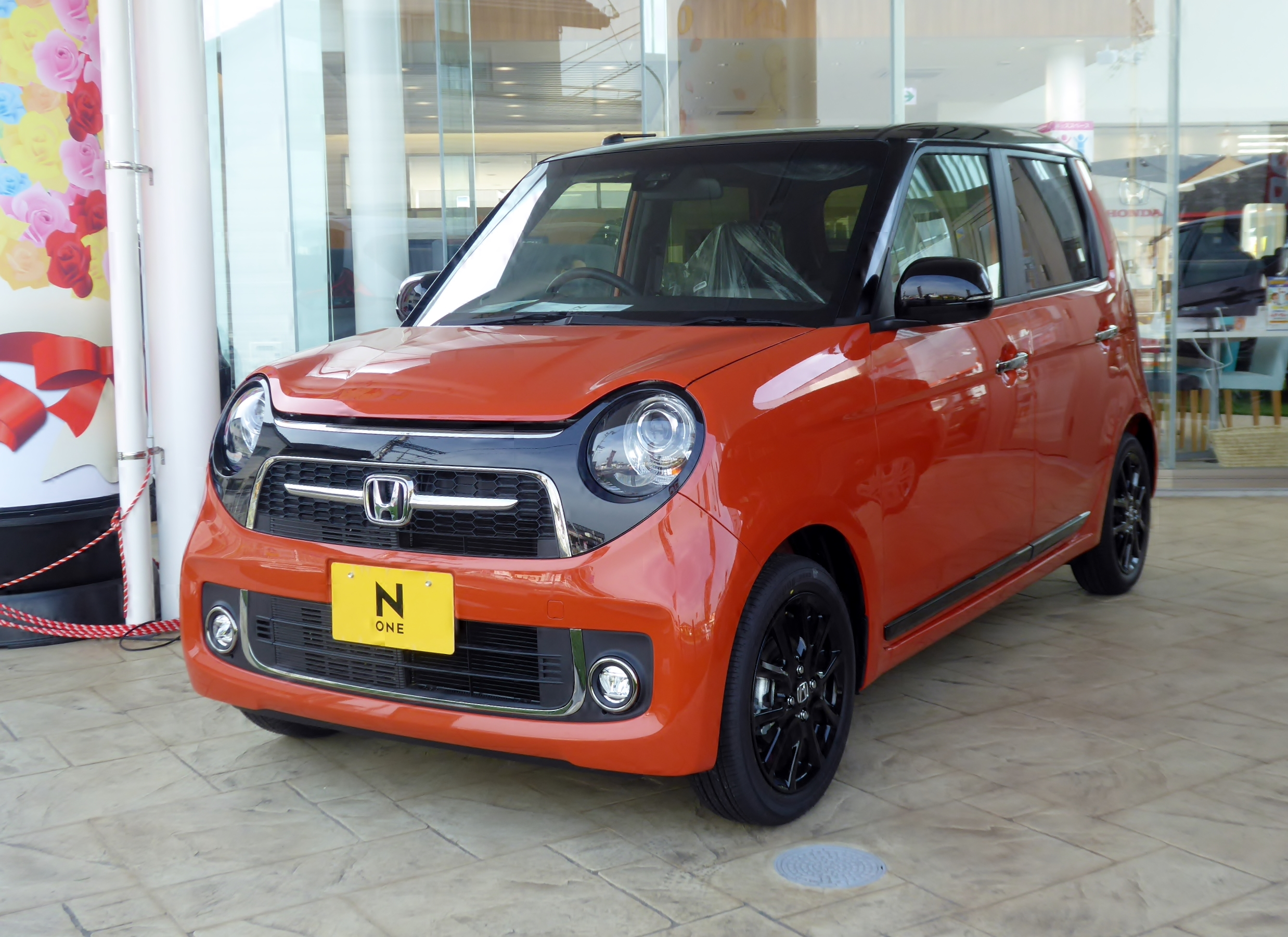
2017年12月改良型 RS
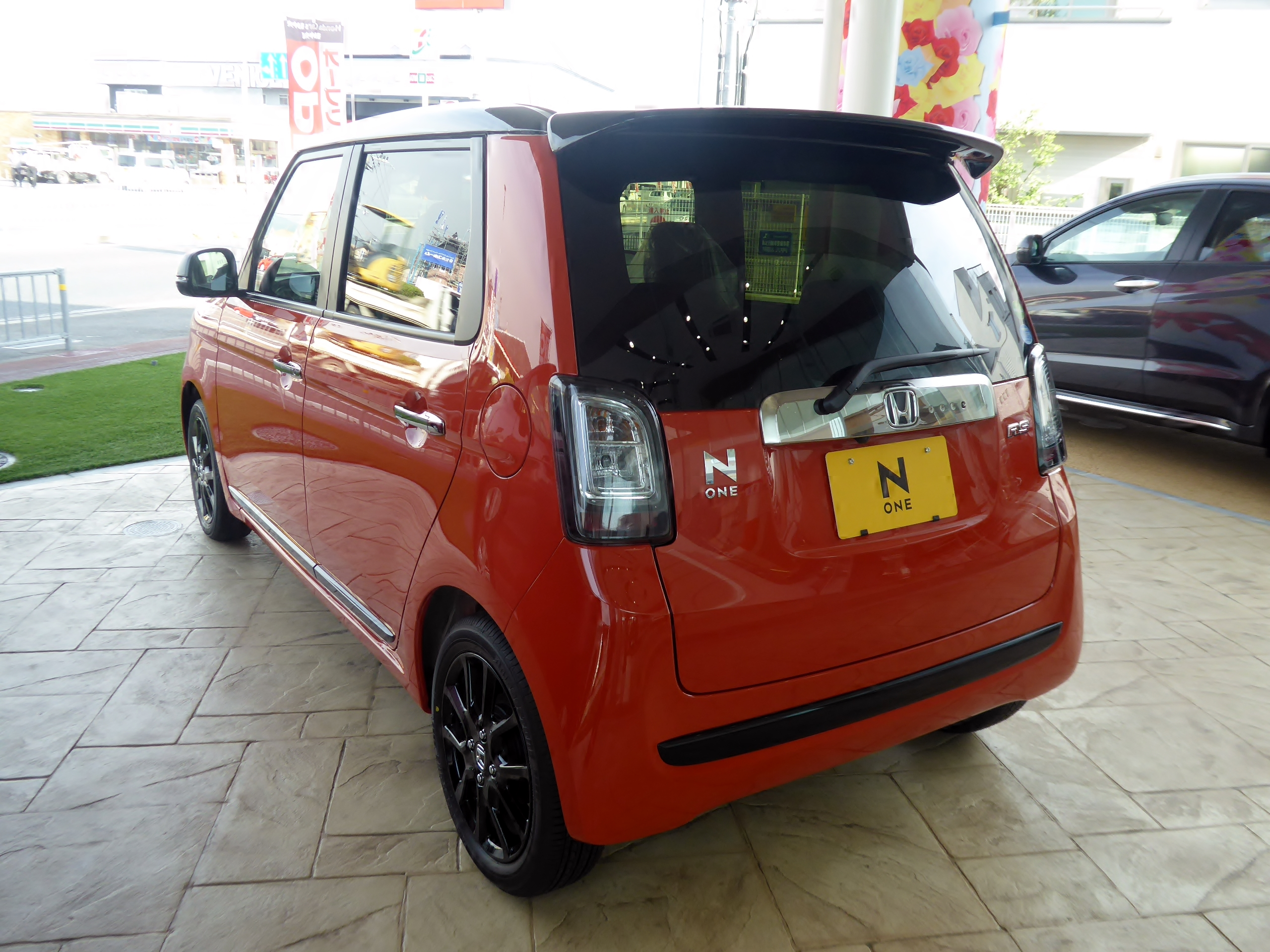
2017年12月改良型 RS リヤ

## 2代目 JG3/4型（2020年 - ）

### 概要
初代モデルの販売終了から約7ヶ月経った後の11月に、発売8年目にして初めてフルモデルチェンジされた。
初代モデル（LOW DOWN仕様）の鋼鉄製部分のパネルを流用して外観を引き継ぎながら、バンパーやグリルを垂直に立てつつバンパー下部の造形が変更され、リアは左右のバンパーコーナーに向かって水平に広がるラインに横長のリフレクターが配された。
あえて外観を大きく変更しなかった理由について、ホンダは 日経クロストレンド誌の取材に対し『初代のオーナーからの聞き取り調査でも、「デザインは変えないでほしい」という声が大きかった。』と答えている。そこで、N-ONEの形を変えず、「中身」を進化させることが決まったが、 基本骨格（プラットホーム）を共有する他のNシリーズとは異なる部分が多く、想定以上に苦労したという。
また、全高はFF車は初代モデルの「LOW DOWN」や「RS」と同じ高さとなる1,540mmに統一され、4WD車は初代モデルよりも60mm低くなった。このため、2代目からは事実上当車種そのものが軽セミトールワゴンにカテゴライズされることとなった。
LPL（ラージ・プロジェクト・リーダー）は2代目N-BOXの改良型（2020.12-）のLPLも務めた宮本渉。

### メカニズム
エンジンはS07B型に換装。スペックは初代モデルのS07A型とほぼ同じだが、WLTCモードによる燃料消費率及び排出ガスに対応（燃料消費率はJC08モードも併記）し、「平成30年排出ガス基準75%低減レベル（☆☆☆☆☆）」認定を取得した。
トランスミッションはCVTに加え、6MTを設定。S660同様にギアレシオをクロスレシオ化されており、クラッチにはS660同様に大トルク対応型を採用しているが、操作荷重を変更するなどのチューニングがされたほか、クラッチペダルの急操作の際にクラッチ継合速度を低下させてエンジントルクの急激な伝達を回避するピークトルクリミッターやダンパー機構によりクラッチペダルに伝わる振動を軽減するクラッチダンパーが採用された。また、シフトノブはN360同様にインパネに配置され、S2000ベースの専用デザインとしている。

### 機能・装備
初代モデルでは2014年5月のマイナーモデルチェンジから装備されている安全装備については、2代目モデルでは安全運転支援システム「Honda SENSING」に強化された。2代目N-ONEでは、衝突軽減ブレーキ（CMBS）、歩行者事故低減ステアリング、先行車発進お知らせ機能、標識認識機能、路外逸脱抑制機能、ACC（アダプティブ・クルーズ・コントロール）、LKAS（車線維持支援システム）、オートハイビームで構成されており、ACCとLKASは軽自動車の6MT車では初めて装備される。CVT車はこれらの機能・装備に誤発進抑制機能と後方誤発進抑制機能が追加され、ACCが渋滞追従機能付となる。
また、2代目N-WGNに採用されたパーキングセンサーシステム、オートブレーキホールド機能、電子制御パーキングブレーキが装備されたほか、後席ドアの開閉履歴をもとに、荷物の置き忘れや乗員の存在をマルチインフォメーション・ディスプレーの表示と音で知らせるリアシートリマインダーを軽自動車で初めて装備された。

### 年表
2020年1月
東京オートサロン2020において同年秋発売予定の2代目のプロトタイプが展示された
2020年9月11日
2代目モデルに関する情報が公式ティザーサイトにて公開された。
2020年11月19日
フルモデルチェンジを発表（11月20日発売）。
タイプ体系は初代モデル（2017年12月マイナーチェンジモデル）から「Premium」・「Premium Tourer」・「RS」の3タイプを踏襲し、「RS」はCVTに加え、軽自動車規格の前輪駆動方式を採用したターボ車で初となる6MTを追加設定。これに、新たな普及仕様の「Original」を加えた4タイプに整理された。
ボディカラーは初代モデル（2018年10月仕様変更モデル）から、プラチナホワイト・パール（「RS」を除く・有料色）、サーフブルー（「Original」専用）、プレミアムアイボリー・パールII（「RS」を除く・有料色）、ルナシルバー・メタリック（「Original」専用）、クリスタルブラック・パール（2代目では「RS」にも設定され、モノトーンでは唯一の全タイプ共通となる）、ミッドナイトブルービーム・メタリック（「Premium」系専用・有料色）、ブリティッシュグリーン・パール（「Premium」系専用）、シャイニンググレー・メタリック（「Premium」系専用）の8色を踏襲し、「Original」専用の赤系は「Standard」に設定のミラノレッドからフレームレッドに変更された。2トーンカラー（有料色）はプラチナホワイト・パール&ブラック（2代目では「Premium」系に加えて「Original」と「RS」にも設定され全タイプ共通化）、サーフブルー&ホワイト（「Original」専用）、プレミアムアイボリー・パールII&ホワイト（「Original」専用）、ミッドナイトブルービーム・メタリック&シルバー（「Premium」系専用）、ブリティッシュグリーン・パール&シルバー（「Premium」系専用）、ブリティッシュグリーン・パール&ブラック（「RS」専用）、サンセットオレンジ&ブラック（「RS」専用）の8パターンを踏襲し、プレミアムイエロー・パールII&ブラックは「Premium」系専用から「RS」専用へ移行。併せて、「Original」は「Standard」に設定されていたミラノレッド&ホワイトからフレームレッド&ホワイトに差し替え、「Premium」系にはプレミアムアイボリー・パールII&ブラックが追加された。
2020年12月21日
発売から約1ヶ月後の12月20日時点での累計受注台数が計画台数（2,000台/月）の4倍となる8,000台を超える受注があったことが発表された。
2022年8月25日
一部改良並びに特別仕様車「STYLE+ URBAN（スタイルプラス アーバン）」が発表された（8月26日発売）。
一部改良では「Premium」のフォグランプガーニッシュモールやヘッドライトの加飾部分を、「RS」のステアリングやシフトレバー周辺のカラーリングをそれぞれダーク調に変更。ボディカラーの設定が変更となり、モノトーンは「Original」専用色のサーフブルーとルナシルバー・メタリック、「Premium」系専用色のシャイニンググレー・メタリックの計3色を廃止、クリスタルブラック・パールを「RS」専用色へ移行するとともに、新色としてフィヨルドミスト・パール（「Original」専用）、プレミアムサンライトホワイト・パール（「RS」を除く）、メテオロイドグレー・メタリック（「RS」を除く）の3色を追加（全て有料色）。2トーンカラー（有料色）は「Original」専用色のサーフブルー&ホワイト、「RS」専用色のサンセットオレンジ&ブラックを廃止、「Original」専用色のフレームレッド&ホワイトをフレームレッド&ブラックに、「Premium」系専用色のミッドナイトブルービーム・メタリック&シルバーをミッドナイトブルービーム・メタリック&ブラックにそれぞれ差し替え、「Original」専用色のプレミアムアイボリー・パールII&ホワイトは「Premium」系に設定のプレミアムアイボリー・パールII&ブラックに、「Premim」系専用色のブリティッシュグリーン・パール&シルバーは「RS」に設定のブリティッシュグリーン・パール&ブラックにそれぞれ差し替えられ、フレームレッド&ブラックは「RS」でも設定が可能となった。新色としてメテオロイドグレー&ブラック（全タイプ共通）、フィヨルドミスト・パール&ブラック（「Original」専用）を追加されたことで、2トーンカラーはブラックとの組み合わせに一本化された。
特別仕様車「STYLE+ URBAN」は「N STYLE+」の第2弾として設定されたもので、「Original」をベースに、外観はフロントグリルにクロームメッキモールを施し、ヘッドライトエクステンション・電動格納式リモコンカラードドアミラー・アウタードアハンドルをブラックで統一、ドアモールディングをシルバーに、リアライセンスガーニッシュをクロームメッキ・モールを施したブラックに、ハーフホイールキャップをグレーメタリックにそれぞれ変更され、ブラックのサイドモールを装備した。内装はインパネガーニッシュをタンウッド調に、フロントコンビシート（プライムスムース&トリコット）をグレーステッチを施したタン×チャコールに、フロントドアアームレスト（プライムスムース）をタンに、ステアリングロアーガーニッシュを「Premium」系タイプと同じシルバーに、メーターをブラックにそれぞれ変更され、FF車は4WD車はベース車に標準装備されている運転席&助手席シートヒーターも特別装備された。ボディカラーは特別設定となる新色のガーデングリーン・メタリックを含む5色が設定される。
2023年6月23日
原材料価格や物流費などの世界的な高騰に伴い、7月27日発売分からN-WGN、N-VAN、フィット、ヴェゼル、シビック（タイプRを除く）と共にメーカー希望小売価格の改定を実施することを発表。特別仕様車の「STYLE+ URBAN」を含めて、全タイプ一律で現行価格より62,700円（10%の消費税込）値上げされる。
2024年6月3日
2023年6月発表時と同様の理由で7月4日よりN-WGN、ステップワゴン、ZR-Vと共に価格改定を行うことを発表。「Original」と特別仕様車「STYLE +URBAN」は現行価格より72,600円、「Premium」と「Premium Tourer」は現行価格より88,000円、「RS」は現行価格より97,900円（いずれも10%の消費税込）それぞれ値上げされる。

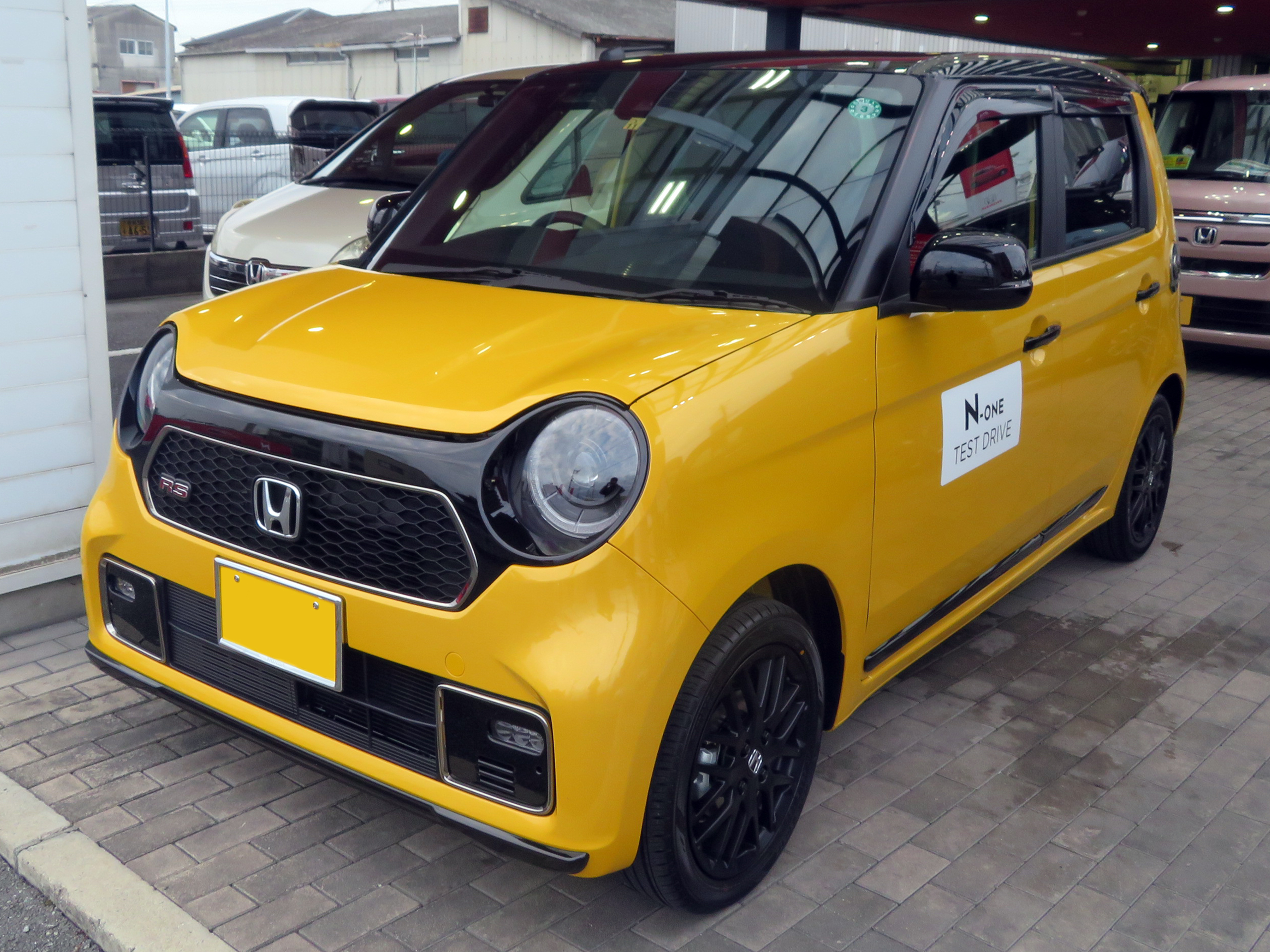
RS 6MT仕様
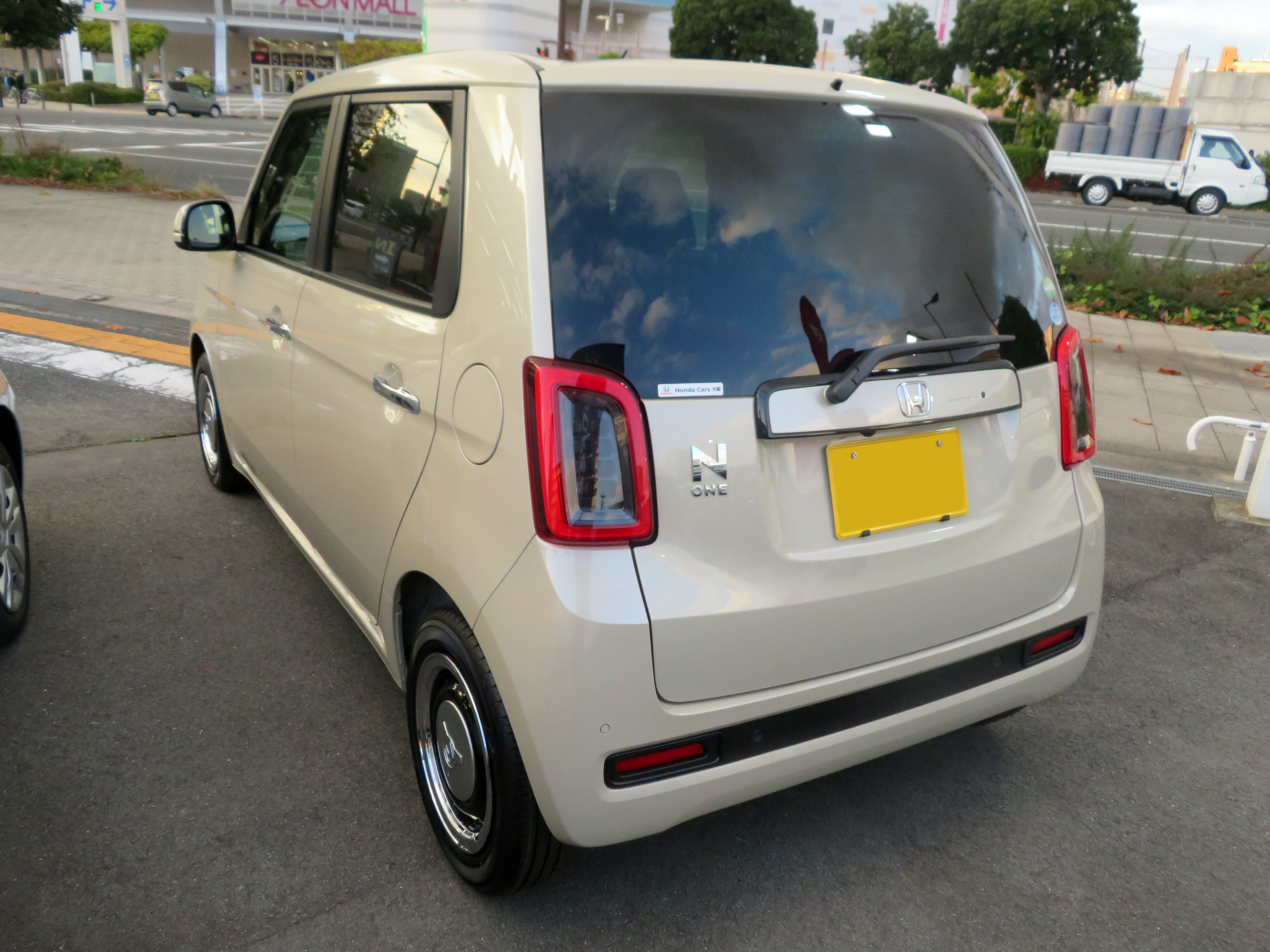
Original 2WD リア
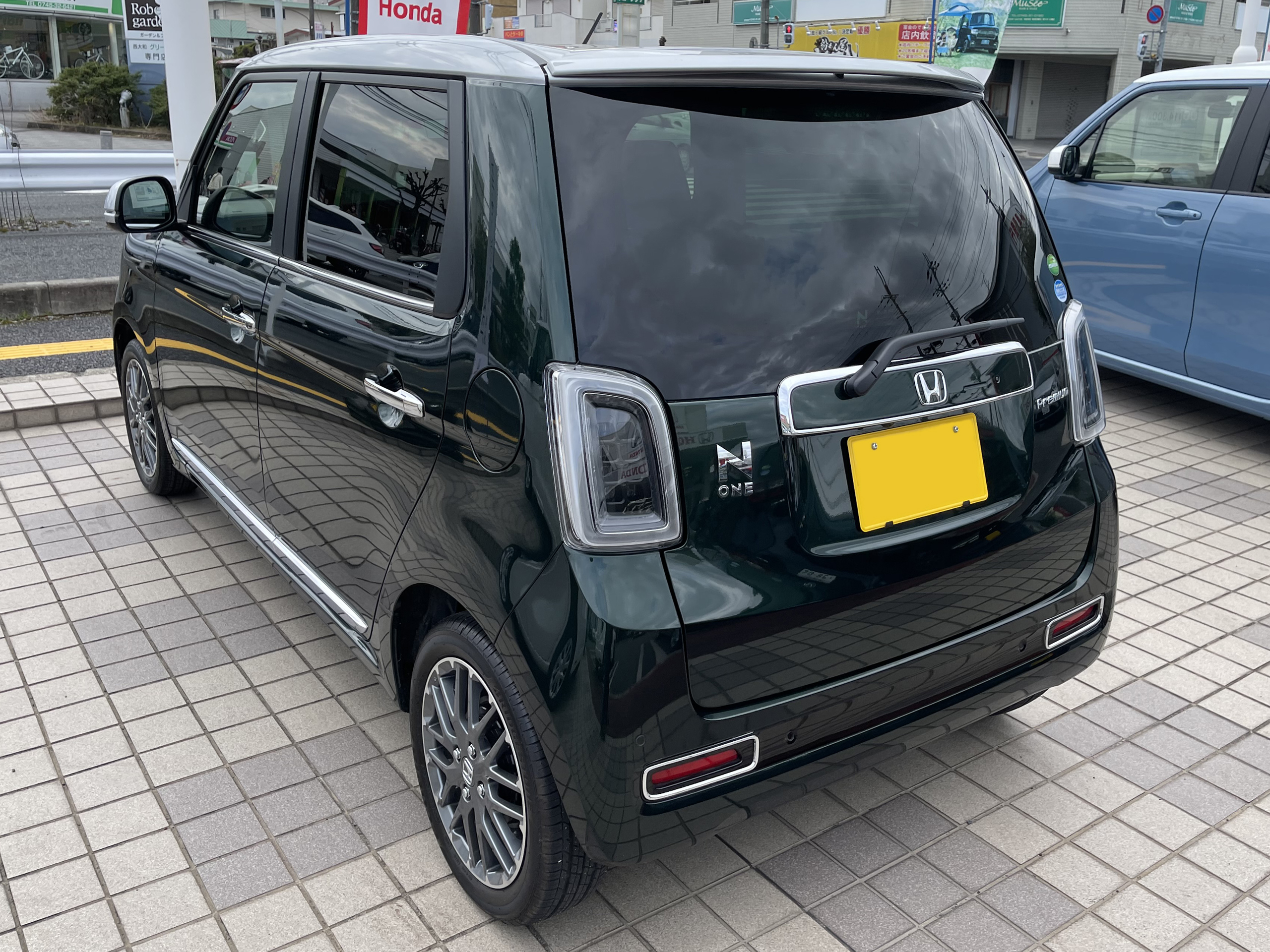
Premium Tourer 2WD リア
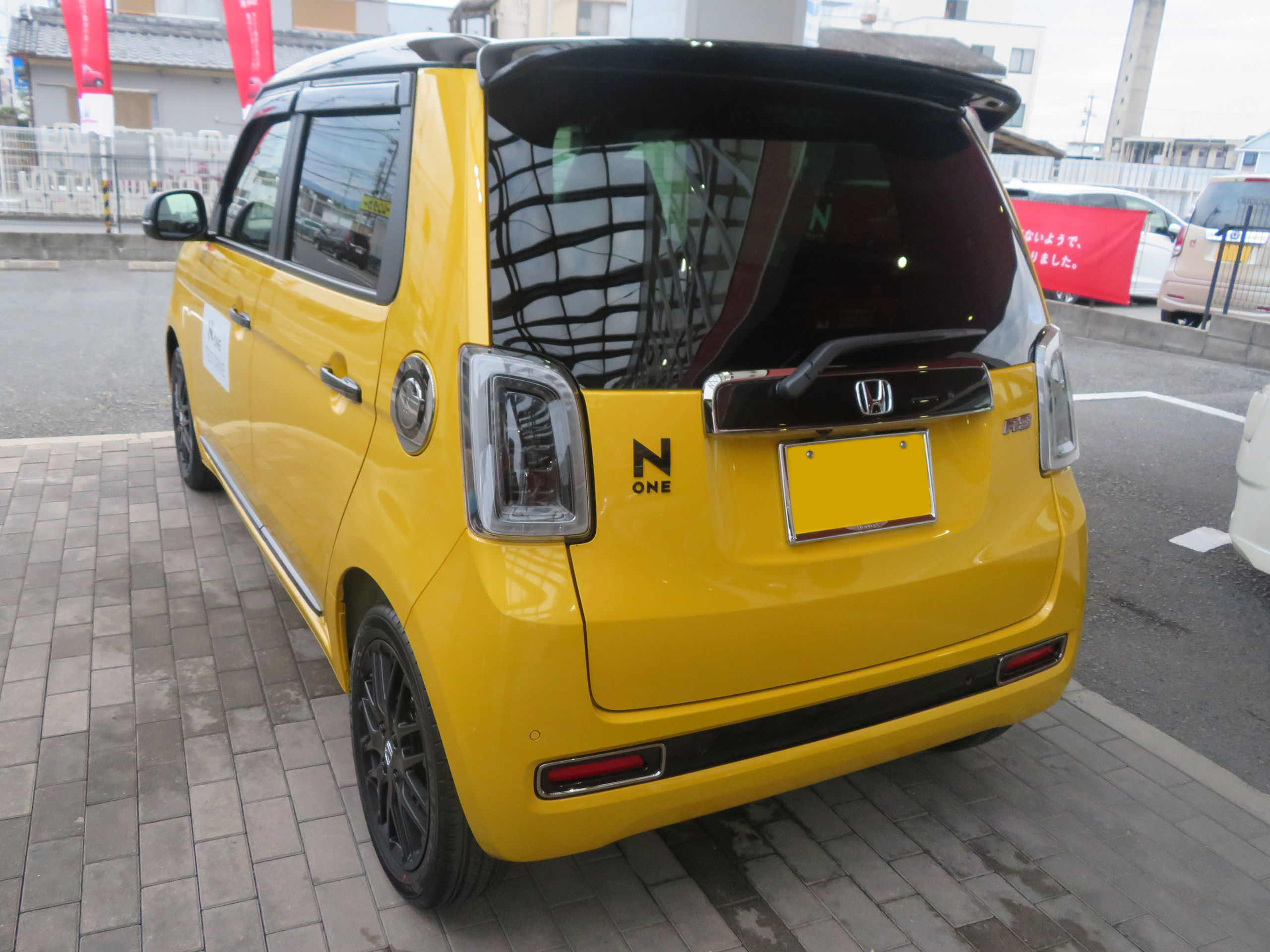
RS 6MT仕様 リア

## N-ONE e:
N-ONE e:（エヌワン イー）はN-ONEから派生した電気自動車。
Nシリーズの電気自動車は商用モデルのN-VAN e:に続いて2車種目で、乗用モデルでは初となる。また、サイズは異なるが、Hondaの乗用電気自動車は2024年1月末で製造を終了したHonda e以来となる。
2025年7月28日
N-ONE e:を同年秋に発売することを発表し、ティザーサイトが公開され、同年8月1日に先行予約の受付を開始することも発表された。

## 受賞歴

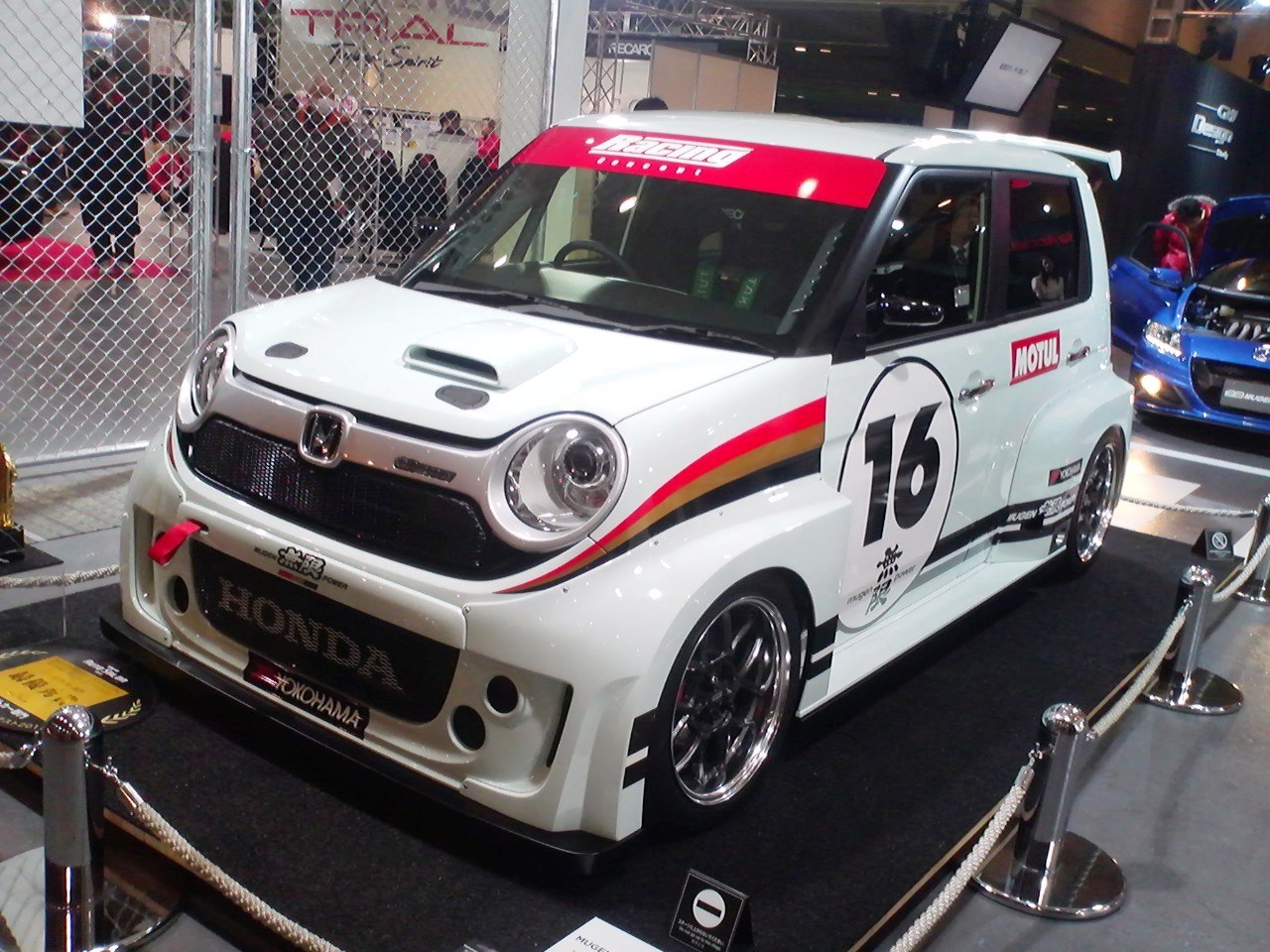
コンセプトカー『Mugen N-ONE Racing Concept』

- 2012年12月12日 - イノセントブルーメタリック×タフタホワイト（エクステリア）×ベージュ×モカグレー（インテリア）の内外装組み合わせが、オートカラーアウォード2013でプロダクツCMFデザイナーズセレクションを受賞した[31]。
- 2013年 - 東京オートサロン2013で行われたカスタムカーコンテストにおいて、「MUGEN Racing N-ONE Concept」がコンセプトモデル部門最優秀賞を受賞した。
- 2021年12月10日 - 2代目モデルが2021-2022日本カー・オブ・ザ・イヤーの「K CAR オブ・ザ・イヤー」を受賞。Honda車が「K CAR オブ・ザ・イヤー」を受賞するのは初となった[32]。

## 車名の由来
N-BOXと同様に「N」はホンダ初の本格的量産4輪モデルである「N360」の「N」をモチーフにしている。また、「New」「Next」「Nippon」「Norimono（乗り物）」のそれぞれの頭文字も含め、「これからの新しい日本の乗り物を創造する」という意味合いも込められている。
「N」と「ONE」の間には-（ハイフン）が入っている。発売当時、N-BOXにはハイフンが入っていなかった（「N BOX」）が、2013年12月のマイナーチェンジに伴ってハイフンが入り、N-ONE、N-WGN、N-BOXとシリーズ内での車名表記が統一された。

## モータースポーツ

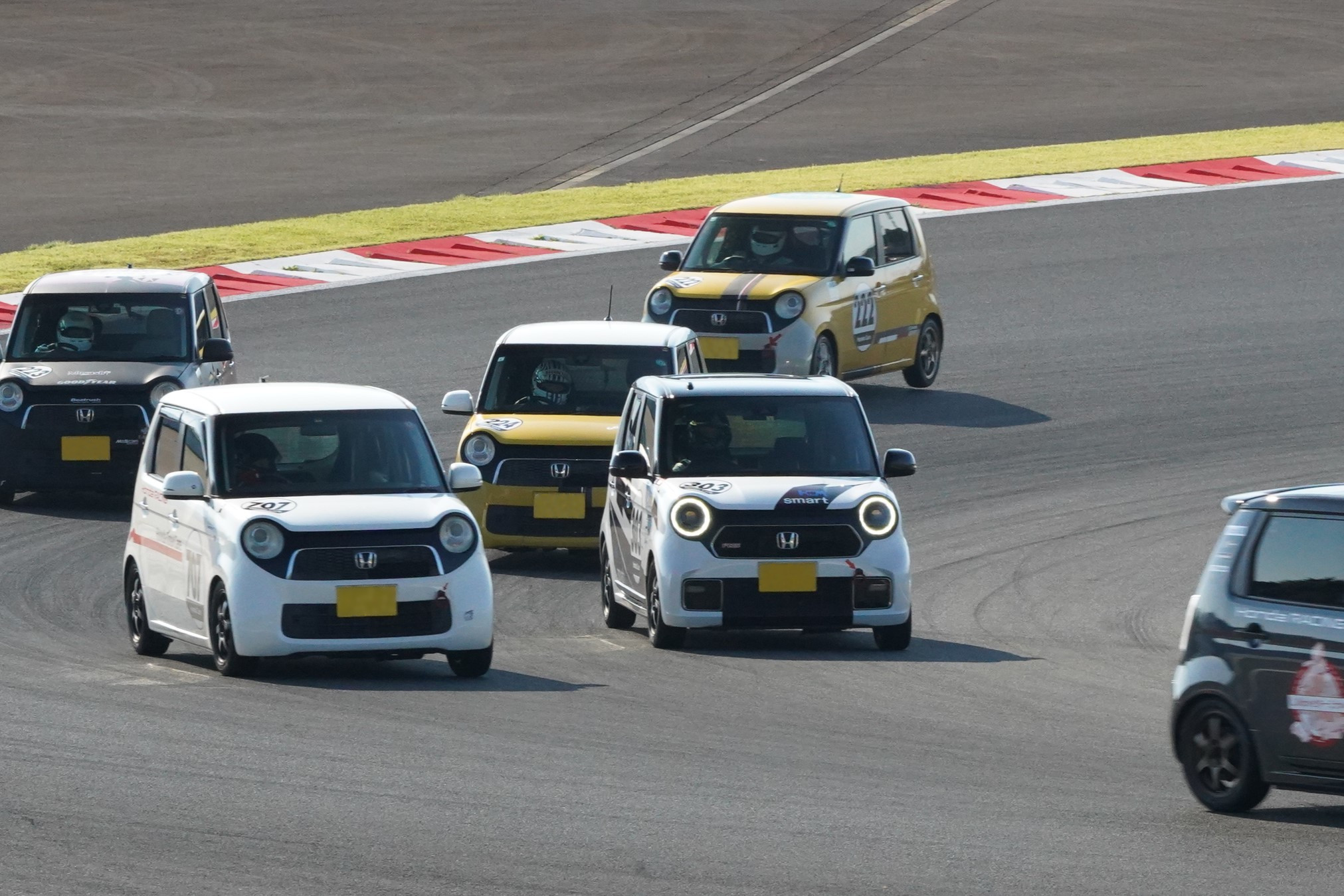
N-ONE Owner's Cup（富士スピードウェイ）

ホンダでは2014年より、N-ONEによるワンメイクレース「N-ONE Owner's Cup」を運営している。トヨタのネッツカップ・ヴィッツレースなどと同様の「ナンバー付き車両」によるレースで、市販モデルの車両にロールケージ・4点式シートベルトなどのレース用装備を装着することで参戦が可能となっている。
初年度の2014年は、鈴鹿サーキット・ツインリンクもてぎなど全国7サーキットを転戦するかたちで全10戦（エキシビション2戦＋シリーズ戦8戦）が行われた。